# حمله ۲۰۱۶ بزرگراه شیکوا
حمله ۲۰۱۶ بزرگراه شیکوا (انگلیسی: 2016 Shchelkovo Highway police station attack) در ۱۷ اوت دو مرد مسلح به ایستگاه پلیس ترافیک بزرگراه شکوا در نزدیکی مسکو حمله کردند؛ و هردو مهاجم توسط پلیس کشته شدند.

## حمله
حمله در بعد از ظهر چهارشنبه ۱۷ اوت در شهر بالاشیخا و در بزرگراه شیکوا که در ۲۰ کیلومتری شرق مسکو قرار دارد رخ داد. دو فرد مسلح با حمله به ایستگاه پلیس و تیراندازی دو پلیس را به شدت مجروح کردند که یکی از آن‌ها دو هفته پس از انتقال به بیمارستان درگذشت. بنا به گفته Interfax دو مهاجم که اهل چچن بودند توسط پلیس کشته شدند.